# みんなのケイバ
みんなのケイバとは2008年1月6日から2009年12月27日までフジテレビで毎週日曜日午後に放送されていた競馬中継番組である。ハイビジョン制作、音声はステレオ放送。

## 概要
1987年4月5日から2007年12月23日まで毎週日曜日午後に放送されていた『スーパー競馬』に替わりスタート。
初心者向けに競馬の楽しさを伝え、かつスポーツ中継の醍醐味の伝統を守りつつ新しいコンセプトでの競馬中継を目指すとともに『スーパー競馬』時代よりも予想をグレードアップさせ経験者も初心者も一緒に楽しめる番組作りを進める方針で制作された。レースリプレイ時はバックに音楽を流し、左上に「PlayBack」とテロップ表記されていた。キャッチコピーは競馬応援宣言。
なお2010年1月10日から同枠は川合俊一、福原直英アナウンサー、優木まおみ司会による後任番組『みんなのKEIBA』となる。

## 放送時間
毎週日曜日 15:00 - 16:00（原則）

### 例外
- 2008年6月1日、2009年5月31日／14:40放送開始（日本ダービー開催日。BSフジは独自制作）
- 2008年10月12日／F1日本グランプリを放送するため、15:15放送開始（BSフジは独自制作）
- 2008年11月30日、2009年11月29日／14:30 - 15:50（ジャパンカップ開催日。BSフジは独自制作）
- 2008年12月28日、2009年12月27日／同上（有馬記念開催日。BSフジにもネット）
- 2009年3月22日／東京マラソン2009を放送するため、フジテレビのみ15:30（阪神大賞典直前）飛び乗り[注 1]
- 2009年10月4日／F1日本グランプリを放送するため、15:45[注 2] - 16:20放送（BSフジは独自制作）。阪神競馬場準メイン（11レース）の道頓堀ステークスも放送した[注 3]

## ネットワーク
レース中継に関係する局
- フジテレビジョン（キー局、東京・中山担当）
- 福島テレビ（福島夏競馬制作協力、それ以外の自場開催時は『エキサイティング競馬』を放送）
- 新潟総合テレビ（新潟夏競馬制作協力、春自場開催時は『NSTみんなのKEIBA』を放送）
- 北海道文化放送（北海道夏競馬開催時は『ドラマチック競馬』を放送）

ネット受けの局（FNS系列局）
- 岩手めんこいテレビ（NHKマイルカップを除くGI・JpnIレース開催日のみ放送。また当番組の放送がある週には、自社制作の番宣CMを放送している）
- 仙台放送
- 秋田テレビ
- さくらんぼテレビジョン（GI・JpnIレース開催日のみ放送）
- 長野放送
- テレビ静岡
- 沖縄テレビ放送（フジテレビを放送する大東島地方との兼ね合い。24時間テレビ 「愛は地球を救う」など日本テレビでスポンサードネットの特別番組が放送される場合は休止）
- BSフジ（『BSフジ競馬中継』、原則として関西・北海道よりも関東でグレードの高い重賞レースがある場合に限り当該枠で同番組が放送されている）

ネット受けの局（系列外の局、不定期でネット）
- 青森放送（NNN・NNS系列）
- 青森テレビ（JNN系列）
  - 放映日は両局で調整しているがそれぞれの系列のネット番組が優先のため、GIレースも含めて両局で放送されない週もある。またこの2局は系列外による放送回線の都合で前番組の『スーパー競馬』同様、ハイビジョン放送は当面行われない見込みではあったが、BSフジでも放送される場合はそちらでハイビジョン映像が視聴可能となる。『みんなのKEIBA』改題後の2010年の宝塚記念の週から青森テレビ、七夕賞・プロキオンステークスの週から青森放送でもハイビジョン放送が実施された。

## 出演

### キャスター
男性キャスター
- 川合俊一[注 4]（元男子バレーボール日本代表選手、スポーツ解説者）

女性キャスター
- ほしのあき（タレント）

### 競馬アナライザー（解説者）
- 井崎脩五郎【実況席解説（メインレースのみ）、返し馬解説（GIレースのみ）】・なお、井崎は、前番組からの続投[注 5]。
- 細江純子（元JRA騎手）【パドックリポート（番組内での呼称）、地下馬道リポート（GIレースのみ）】

当番組放送時のみ、これまで同じフジサンケイグループ企業であり『スーパー競馬』まではレギュラー解説者の枠があった「競馬エイト」のトラックマンがレギュラー解説者から外れた。また2008年2月19日付で井崎が所属していた「ホースニュース・馬」が休刊になったため、2008年2月24日放送分から競馬新聞社所属のレギュラー解説者が不在となった。これにより当番組放送時には地上波在京キー局全ての競馬中継において、競馬新聞社所属の解説者は1人もいないこととなっていた。
関西GI（JpnI）時の競馬アナライザーについて
井崎⇒関東のメインレースが非重賞の場合は実況席解説は担当せず。重賞レースの場合は通常放送時と同じく実況席解説を担当する。
細江⇒『DREAM競馬』に出演するためこの番組は欠席するが、当日はレース直前のゲートリポートで登場する。

### ゲスト解説者
ゲスト解説者の出演については前番組の『スーパー競馬』から引き続き皐月賞、オークス、日本ダービー、天皇賞・秋、ジャパンカップ、有馬記念の各GI、JpnIレース放送時を中心に出演した。人選についてもスーパー競馬同様に調教師、騎手OBが中心であった。尚、2009年度はスプリンターズステークスを除き東西問わず全てのGIレースにゲスト解説者が出演した。
- 小島太調教師（2008年4月20日：皐月賞、2008年5月25日：オークス、2009年2月22日：フェブラリーステークス、2009年5月10日：NHKマイルカップ、2009年6月7日：安田記念、2009年10月18日：秋華賞、2009年11月15日：エリザベス女王杯、2009年12月20日：朝日杯フューチュリティステークス）
- 岡部幸雄元騎手（2008年6月1日：日本ダービー、2008年11月2日：天皇賞・秋、2008年11月30日：ジャパンカップ、2008年12月28日：有馬記念、2009年4月19日：皐月賞、2009年5月31日：日本ダービー、2009年11月1日：天皇賞・秋、2009年11月29日：ジャパンカップ、2009年12月27日：有馬記念）
- 上原博之調教師（2009年5月17日：ヴィクトリアマイル、2009年11月22日：マイルチャンピオンシップ、2009年12月13日：阪神ジュベナイルフィリーズ）
- 的場均調教師（2009年5月24日：オークス、2009年6月28日：宝塚記念、2009年10月25日：菊花賞、2009年12月6日：ジャパンカップダート）

### アナウンサー
実況担当アナウンサーとは別のアナウンサーが週代わりで情報アナウンサーを担当した。
情報アナウンサーはスタジオ内でメインレースの予想に役立つ各種のデータを紹介した。スタジオでのオッズや配当読みも、原則ナビゲーターではなく情報アナウンサーが行った。
そのため、実質的な番組の進行役は情報アナウンサーであった。代わりに通常の週のパドック中継では細江が放送ブースからではなく、パドック内から直接リポートを行うためパドックを担当するアナを置かなくなった。
夏競馬については開催地の地元局アナウンサーが実況を、フジテレビのアナウンサーが情報をそれぞれ担当する分担制であった。

#### 実況担当アナウンサー

##### フジテレビ
- 三宅正治 - GI・JpnI競走では有馬記念のみ担当
- 塩原恒夫 - GI・JpnI競走では日本ダービー、ジャパンカップを中心に担当
- 青嶋達也 - GI・JpnI競走では皐月賞、安田記念、天皇賞・秋を中心に担当
- 吉田伸男[注 10] - GI・JpnI競走ではオークス、スプリンターズステークスを中心に担当
- 伊藤利尋 - GI・JpnI競走ではNHKマイルカップ（2008年）を担当（『サキヨミLIVE』→『情報エンタメLIVE ジャーナる!』担当のため2008年夏に降板）
- 福永一茂 - GI・JpnI競走ではNHKマイルカップ（2009年）、朝日杯フューチュリティステークスを中心に担当
- 長谷川豊 - GI・JpnI競走ではフェブラリーステークス、ヴィクトリアマイルを中心に担当
- 倉田大誠
- 小野浩慈 - 2009年4月26日より、当番組の実況を担当することになった。2009年3月29日まではニッポン放送『日曜競馬ニッポン』司会、及び実況

##### 福島テレビ
- 藺草英己
- 米田元気

##### 新潟総合テレビ
- 鈴木秀喜
- 梅中悠介

### ゲスト
各界の競馬通の著名人がゲストとして出演した。また、GIシーズンには『みんなのウマ倶楽部』のメンバー、プレイヤー（記者）や競馬通の著名人をゲストとして迎えたこともあった。

#### 2008年
- 細川茂樹（1月6日・4月13日・11月2日出演 『馬の王子様』に出演中）
- 水巻善典（1月20日出演 プロゴルファー、フジテレビ系男子プロゴルフ中継解説者）
- サブロー（1月27日出演 千葉ロッテマリーンズ）
- おぎやはぎ（3月23日・8月31日出演 『みんなのウマ倶楽部』ウマ倶楽部メンバー、8月31日は小木博明が副音声でメインレース・新潟記念の実況を行った）
- 佐藤浩市（6月1日出演 JRA2008年度キャンペーンCM CLUB KEIBAナビゲーター）
- 木下優樹菜（6月8日出演 『みんなのウマ倶楽部』ウマ倶楽部メンバー、その後安田記念のファンファーレ演奏を行った）
- 杉本清（8月3日出演 『DREAM競馬』（関西テレビ版）ご意見番）

西日本地区は小倉競馬が主場開催で、杉本も夏休みだったことから出演が可能であった。
- 渡辺久信、DAIGO[注 12]、エド・はるみ（12月28日、左記3名は全員VTRでの出演）

#### 2009年
- おぎやはぎ（1月25日出演 『みんなのウマ倶楽部』の企画でメインレース・アメリカジョッキークラブカップの副音声実況を担当した）
- 細川茂樹（2月22日出演）
- 水戸正晴（2月22日VTR出演 『みんなのウマ倶楽部』ウマ倶楽部プレイヤー・サンケイスポーツ記者）
- 今井りか（3月29日出演） - ほしののドバイワールドカップ取材に伴う代理で出演
- 小池徹平（5月24日出演 JRA2009年度キャンペーンCM CLUB KEIBAナビゲーター）
- 佐藤浩市（5月31日出演 JRA2009年度キャンペーンCM CLUB KEIBAナビゲーター）
- 大泉洋（6月7日出演 JRA2009年度キャンペーンCM CLUB KEIBAナビゲーター）
- 椋木宏（11月1日出演 競馬エイト記者[注 13]、『BSフジ競馬中継（BSフジ独自制作版）』にも出演）
- 木下優樹菜（12月13日出演）

### ナレーション
- 佐藤賢治

## コーナー
みんなのワンコイン予想（2008年1〜3月）
番組レギュラーである川合、ほしの、井崎、細江の4人がメインレースの予想を行うコーナー。予想方法は本命馬の単勝、複勝、及び馬連3点を100円ずつ計5点で500円を投資する。
みんなのQ&A
視聴者からの質問に答えるコーナー。馬名、鞭、競馬新聞についての解答に答えた。大昔の競馬新聞も公開された。
みんなの大本命（2008年4月〜2009年12月）
まず情報アナウンサーからのメインレース予想に役立つ各種のデータ紹介、続いて井崎、細江の2人の競馬アナライザーが予想披露。2008年9月放送分より井崎は「“核心”予想」、細江は「“旬馬”予想」というサブタイトルが付くようになり更に10月のGIシリーズ開始以降はこの2人の予想を番組として前面に押し出すようになった。最後にMC川合とほしのが自身の予想を披露するが競馬アナライザーとは逆に10月のGIシリーズ開始以降はこの2人の予想は本命馬を出すだけに留まり、買い目の披露はなくなった。ワンコイン予想の進化系である。
番組開始当初ほしのは『みんなのウマ倶楽部』のウマ倶楽部プレイヤー6人の中の1人の予想を選出していたが、現在はほしの自身が予想。またゲストが出演するときはゲストも同様に予想。
みんなの大本命サマーシリーズ（夏競馬期間限定）
基本的には上記の「みんなの大本命」と同様に川合、ほしの、井崎、細江の4人がメインレースの予想を行うコーナーであるが夏競馬期間は4人が馬券1000円分を購入し夏競馬終了までに的中No1を競う企画であったが、的中してもどれだけの払い戻しがあったかはしっかりとは発表せず結局誰が優勝したかも発表されなかった。
その時東が動いた（2009年1月〜4月）
関西陣営と比べ精彩を欠いている、関東の競馬関係者（調教師、騎手等）を応援する企画。タイトルは『その時歴史が動いた』より。
馬の国から（2009年7月〜9月）
出演は西島まどか。タイトルは『北の国から』より。
みんなのケイバNEWS
他場のメインレースを生中継をしなかった場合に配当結果を伝えるコーナー。1週間に起こった競馬に関するニュースを伝える事もある。
尚、当番組から番組開始前までに終了したレース結果の配当については番組内で伝えなくなった。また関西地区や第3場のメインレースについて『スーパー競馬』時代は関東地区でGIレースが行われる日は生中継をしない場合（特に第3場）があったが、この番組では基本的に「みんなの1着予想」コーナーの投票対象レース以外は生中継をしていない。また重賞競走以外でも第3場や西日本主場のレースが中継される事もあるが、実際の放送より数分遅れた中継録画の場合が多い（名鉄杯、巴賞など）。

## エピソード

### 2008年
- 初回（1月6日）の放送で2002年菊花賞の優勝馬をマンハッタンカフェと紹介[注 18]。
- 1月27日、ほしのがAJC杯の3連複（配当は24220円）を的中させる[注 19]。この事は翌日の一部スポーツ紙の芸能面でも取り上げられていた[1]。
- 1月27日、平安ステークス有力出走馬紹介VTRでロングプライドの鞍上を武豊とナレーション[注 20]。
- 2月3・10日、東京競馬場が降雪の為開催中止に伴い京都メインレースに加え普段は生中継のない京都10レースと小倉メインレースが放送された。「みんなの1着予想」コーナーは休止になった。
- 3月2日、内田博幸騎手を「ヴィクトリアマイルでピンクカメオを勝利に導いた」とナレーションが紹介（正しくはNHKマイルカップ）。
- 3月2日、川合が「京都のメインレース阪急杯」と繰り返し説明[注 21]。
- 3月9日、川合が休みのため伊藤アナウンサーが代理でナビゲーターを務めた。
- 3月23日の青森テレビでの放送では、エンディングに「来週のスーパー競馬はATVでの放送はありません。ご了承ください。」と下の部分に表記された。これは、改題前からエンディングのレースを振り返る部分などで表記されている（後に「みんなのケイバ」に直される）。
- 4月13日、勝利ジョッキーインタビューで小牧太が初GI制覇への涙を見せたが、インタビュー明けに川合が「(馬券をはずして)泣きたいのはこっちだよ」と発言。
- 4月27日、勝利ジョッキーインタビューの放送中、画面下段の字幕でNHKマイルカップを｢HNKマイルC｣と誤って表記。
- 7月6日、函館スプリントステークスが途中飛び乗りでスタート[注 22]。
- 7月27日、番組自体は休止だったが『FNS27時間テレビ!! みんな笑顔のひょうきん夢列島!!』内で函館記念を放送した。なお、この日は井崎が函館競馬場に乗り込み明石家さんまと予想バトルを繰り広げた。
- 10月12日はF1日本グランプリの生中継が行われたのに伴い、F1の生中継が終了した15:15から放送した。この日は、通常GI・JpnIレース開催日以外放送のない岩手めんこいテレビ・さくらんぼテレビジョンも放送した。
- エンディングでその日のレースを振り返る部分があるが実況音声とそのときに流れている曲が途中で止まり、番組のメインテーマに切り替わっている[注 23]。
- 11月23日のマイルチャンピオンシップは機械の故障で番組独自の払い戻しテロップが表記されず、『DREAM競馬』の払い戻し映像（静止画）を使用した。

### 2009年
- 3月22日は、東京マラソン2009代表選考レース終了後も特集編成を組んだ制作局のフジテレビのみ15:30より、阪神大賞典からの飛び乗りでの放送となった。このため通常通り放送した他の地上波ネット局では4:3SD画質での放送となり、また普段は放送されない西日本地区の準メインレース（この日は、但馬ステークス）の実況も行われた。なお、この日の「みんなの1着予想」は休止した。
- 4月26日は、ほしのが名付け親となったハシッテホシーノがフローラステークスに出走。特集を組みほしのも応援コメントを述べるなど、番組を挙げて応援に努めた。その結果、同馬は3着に入線し優駿牝馬優先出走権を獲得したが、同馬を応援するほしのの態度は「はしゃぎ過ぎ」「司会者として度が過ぎている」「番組を私物化している」などと批判され週刊フジテレビ批評でも取り上げられた。
- 10月18日はほしのが秋華賞に出走するハシッテホシーノの応援で京都競馬場に出向いていたため、代理として松尾翠（フジテレビアナウンサー）が司会を務めた。

## 出走馬・払い戻しテロップ
- 初代 2008年1月6日 - 2009年3月29日（『スーパー競馬』時代（2002年、三連複導入後）からのもの）
- 2代目 2009年4月5日 - 12月27日、『みんなのKEIBA』でも引き続き使用。（レース後には締め切り直前の想定オッズも表示されるようになった。この手法は『DREAM競馬』でも用いられている）

## 番組の評価
- 2008年2月2日放送の『週刊フジテレビ批評』によると、パドックや返し馬などが流れず物足りないという意見がある。
- 他に「週刊文春」、「日刊ゲンダイ」にも批判記事が書かれている。
- 「日刊スポーツ」、「週刊競馬ブック」の読者ページでもこの番組を批判する投稿が掲載された事がある。
- 前述の通り予想に重点を置くようになったがそれ故、予想の当たり外れやレースの払戻金等で司会者がはしゃぎ過ぎる傾向がある。
- エピソードの項でも述べている通りテロップの誤表記が多いが、それに対する訂正は行われていない。
- 競馬ジャーナリストで『中央競馬ワイド中継』の司会である長岡一也はweb上の自身のコラムでこの番組を批判していると思われる記事がある[2]。
- 関東圏の地上波放送では日曜のメインレース時間帯に放送されているのは当番組のみ（一部のGIレースではNHK総合テレビも放映する場合あり）であることから、もう少し競馬を伝える姿勢を取り入れた番組作りを求めるアンケート結果（関東圏の視聴者が対象）が2009年にYahoo! JAPANに掲載された。

## 使用曲
JointheParty!! - BHBandK2CSUNSHINEBAND（番組メインテーマ）
受験の神様 - 池頼広（本馬場入場 2008年フェブラリーステークス - 2008年オークス）
The Hanging - Jerry Goldsmith (本馬場入場 2008年日本ダービー - 2009年有馬記念）
番組内で2008年2月途中に、メインテーマを変えたことがあった（CM前、オープニングの挨拶時、エンディングなど）。2008年のフェブラリーステークスより、本馬場入場時に使用される曲が変更になった。但しその曲が使用されたのは同年のオークスまでで、翌週の日本ダービーからは別の曲に変更された。なお関西GIの本馬場入場の曲は『DREAM競馬』の映像を使用しているため、『ザ・チャンピオン』を使用している。

## 関連商品
- 中央競馬ビデオ（DVD）年鑑（西暦・元号）度前期・後期重賞競走 - 制作・フジテレビジョン映像事業部、発売・ポニーキャニオン。当該年の中央競馬の全ての重賞競走のレース映像を年度上半期と下半期に分けて発行。フジテレビ系列局の中継映像・実況が使われている。2004年度後期分まで発売。
- 中央競馬GIレース（西暦）総集編 - DVDの他に2006・2007年度版をHD DVDで発売した。